# Cesena Championship 1992
Il Cesena Championship 1992 è stato un torneo femminile di tennis giocato sul sintetico indoor. È stata la 1ª edizione del torneo, che fa parte della categoria Tier V nell'ambito del WTA Tour 1992. Si è giocato a Cesena in Italia, dal 17 al 23 febbraio 1992.

## Campionesse

### Singolare
Mary Pierce ha battuto in finale  Catherine Tanvier con il punteggio di 6–1, 6–1

### Doppio
Catherine Suire /  Catherine Tanvier hanno battuto in finale  Sabine Appelmans /  Raffaella Reggi per walkover